# Catharanthus coriaceus
Catharanthus coriaceus – gatunek rośliny należący do rodziny toinowatych (Apocynaceae). Występuje endemicznie w  Madagaskarze, w prowincji Fianarantsoa.
Rośnie w bioklimacie przejściowym. Występuje na wysokości 1500–2000 m n.p.m.